# Волшебные покровители
«Волше́бные покрови́тели», «Волшебные родители» или «Чудители» (англ. The Fairly OddParents) — американско-канадский мультсериал, который придумал и создал аниматор Бутч Хартман. Мультсериал создали студии Billionfold Inc. и Frederator Studios для телеканала Nickelodeon.

## Сюжет
Тимми Тёрнер — обычный 10-летний мальчик, живёт со своими родителями в провинциальном городе Диммсдейл. У него скучная жизнь, за ним присматривает няня, грубая и злобная девочка-подросток Викки. Но всё меняется, когда Тимми узнаёт, что его рыбки Космо и Ванда (позднее, также Пуф и Спарки) в действительности феи, муж и жена, приставленные к нему в качестве волшебных покровителей. Тимми быстро узнаёт, что его феи способны исполнить любое его желание (с некоторыми ограничениями). Неопытность Тимми в некоторых вопросах иногда приводит к загадыванию желаний, которые непреднамеренно оборачиваются катастрофой, и он вместе со своими друзьями должен найти способ исправить ситуацию.
В ходе развития сюжета Тимми, помимо прочего, также обзаводится врагами. Его заклятый враг, школьный учитель Дензел Крокер, в противоположность другим взрослым, твёрдо верит в существование фей и долгое время занимается их поиском. Он представляет потенциальную опасность для Тимми, поскольку в соответствии с «Da Rules» (толстая книга, описывающая, что могут и не могут желать дети, и как должны поступать волшебные покровители), если кто-то из посторонних обнаружил покровителей, он разлучается с ними навсегда.
Также в сериале присутствует персонаж по имени Юрген Фон Стрэнгл (являющийся пародией на Арнольда Шварценеггера), крупный и крутой покровитель, который испытывает личную неприязнь к Тимми и его опекунам. Он является создателем чудо-мира.

## Персонажи мультсериала

### Основные
- Тимми Тёрнер (англ. Timmy Turner, озвучивает Тара Стронг, в пилотной серии — Мэри Кей Бергман) — 10-летний мальчик, крестник Космо и Ванды.
- Космо (англ. Cosmo, озвучивает Даран Норрис) — фея с зелёными волосами, волшебный покровитель Тимми.
- Ванда (англ. Wanda, озвучивает Сьюзан Блэйксли) — фея с розовыми волосами, волшебная покровительница Тимми.
- Пуфф (англ. Poof, озвучивает Тара Стронг) — сын Космо и Ванды.
- Хлоя Кармайкл (англ. Chloe Carmichael, озвучивает Кари Уолгрен) — подружка Тимми.

### Другие
- Мистер Тёрнер (англ. Mr. Turner, озвучивает Даран Норрис) и Миссис Тёрнер (англ. Mrs. Turner, озвучивает Сьюзан Блэйкли) — родители Тимми.
- Викки (англ. Vicky, озвучивает Грэй ДеЛайл) — злая нянька Тимми.
- Дензел Крокер (англ. Denzel Crocker, озвучивает Карлос Алазраки) — учитель Тимми, который хочет захватить фей и доказать что он не идиот.
- Спарки (англ. Sparky, озвучивает Мэдди Тейлор) — волшебный пёс Тимми.
- Миссис Крокер (англ. Mrs Crocker, озвучивает Карлос Алазраки) — Мама Дензела Крокера. Старая женщина с седыми волосами. Носит юбку, туфли и очки.

## Список серий
| Сезон           | Сегменты | Серии | Серии | Даты показа     | Даты показа      | Даты показа |
| Сезон           | Сегменты | Серии | Серии | Первая серия    | Последняя серия  | Канал       |
| --------------- | -------- | ----- | ----- | --------------- | ---------------- | ----------- |
| Короткометражки | N/A      | 10    | 10    | 4 сентября 1998 | 23 марта 2001    | Nickelodeon |
| 1               | 13       | 7     | 7     | 30 марта 2001   | 9 декабря 2001   | Nickelodeon |
| 2               | 24       | 13    | 13    | 1 марта 2002    | 20 января 2003   | Nickelodeon |
| 3               | 33       | 19    | 19    | 8 ноября 2002   | 21 ноября 2003   | Nickelodeon |
| 4               | 32       | 20    | 20    | 7 ноября 2003   | 10 июня 2005     | Nickelodeon |
| 5               | 33       | 21    | 21    | 2 июля 2004     | 25 ноября 2006   | Nickelodeon |
| 6               | 30       | 20    | 20    | 18 февраля 2008 | 12 августа 2009  | Nickelodeon |
| 7               | 39       | 20    | 20    | 6 июля 2009     | 5 августа 2012   | Nickelodeon |
| 8               | 5        | 6     | 6     | 12 февраля 2011 | 29 декабря 2011  | Nickelodeon |
| Фильмы          | N/A      | 2     | 1     | 9 июля 2011     | 9 июля 2011      | Nickelodeon |
| Фильмы          | N/A      | 2     | 1     | 29 ноября 2012  | 29 ноября 2012   | Nickelodeon |
| 9               | 43       | 26    | 26    | 23 марта 2013   | 28 марта 2015    | Nickelodeon |
| Фильм           | Фильм    | Фильм | Фильм | 2 августа 2014  | 2 августа 2014   | Nickelodeon |
| 10              | 15       | 20    | 9     | 15 января 2016  | 16 сентября 2016 | Nickelodeon |
| 10              | 22       | 20    | 11    | 18 января 2017  | 26 июля 2017     | Nicktoons   |

## История производства
Продюсер и автор оригинальной идеи Бутч Хартман первоначально разработал «Волшебных покровителей» как 7-минутный короткометражный мультфильм «The Fairy OddParents!» (рус. Феи-крёстные) для шоу Фреда Сайберта Oh Yeah! Cartoons. Для 3-го сезона шоу Хартман создал ещё шесть эпизодов. Позже представители кабельного канала Nickelodeon вышли на связь с Хартманом и предложили ему договор на производство шести эпизодов «The Fairly OddParents», каждый из которых должен был состоять из двух 11-минутных серий. Премьера нового мультсериала состоялась 30 марта 2001 года. 8 февраля 2018 года на своём Youtube канале Бутч Хартман объявил что прекращает сотрудничество с Nickelodeon.